# Bleiswijk

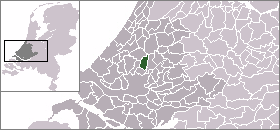
Bleiswijks läge

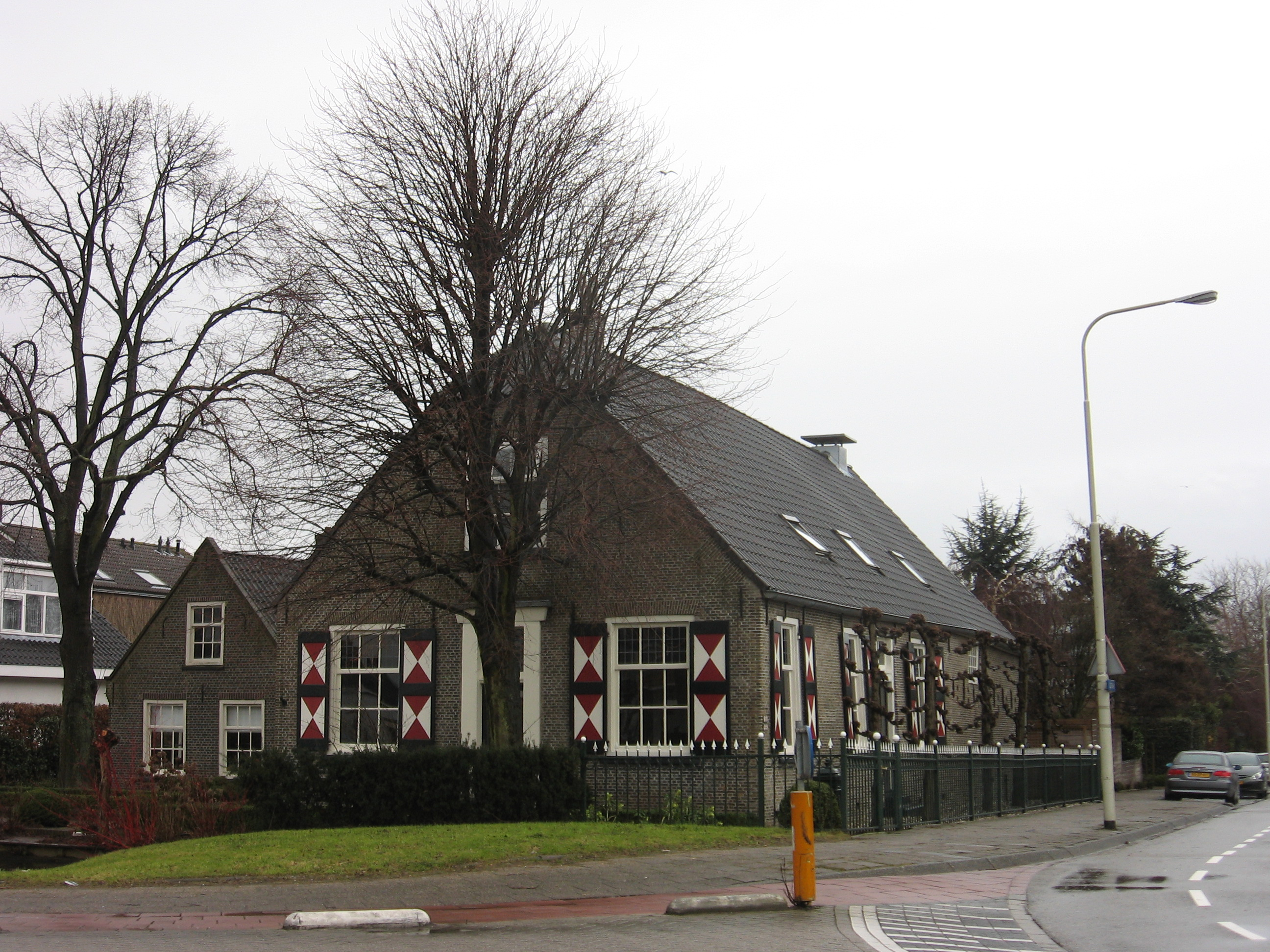
Bleiswijk

Bleiswijk är en historisk kommun i provinsen Zuid-Holland i Nederländerna. Kommunens totala area är 21,96 km² (där 0,83 km² är vatten) och invånarantalet är på 10 449 invånare (2004).